# Lepidosira omniofusca
Lepidosira omniofusca är en urinsektsart som beskrevs av Slmon 1941. Lepidosira omniofusca ingår i släktet Lepidosira och familjen brokhoppstjärtar. Inga underarter finns listade i Catalogue of Life.